# دولس ماریا لویاناز
 دولس ماریا لویاناز (انگلیسی: Dulce María Loynaz؛ ۱۰ دسامبر ۱۹۰۲ – ۲۷ آوریل ۱۹۹۷) یک شاعر اهل کوبا بود.
وی همچنین برنده جوایزی همچون جایزه سروانتس شده است.